# نيلسون دوس سانتوس
نيلسون دوس سانتوس (بالبرتغالية: Nelson dos Santos‏) هو منافس ألعاب قوى برازيلي، ولد في 8 مايو 1952 في ريو دي جانيرو في البرازيل.

## وصلات خارجية
- نيلسون دوس سانتوس على موقع الاتحاد الدولي لألعاب القوى (الإنجليزية)
- نيلسون دوس سانتوس على موقع أوليمبيديا (الإنجليزية)